# Episodi di The Closer (terza stagione)
La terza stagione della serie televisiva The Closer, composta da 15 episodi, è andata in onda negli Stati Uniti dal 18 giugno 2007 al 3 dicembre 2007 sul canale TNT.
In Italia è andata in onda dal 20 gennaio 2008 all'8 marzo 2008 sul canale criptato del digitale terrestre Mya, mentre in chiaro è andata in onda su Italia 1 dal 27 marzo 2008 al 25 giugno 2008.
| nº | Titolo originale                | Titolo italiano                           | Prima TV USA      | Prima TV Italia  |
| -- | ------------------------------- | ----------------------------------------- | ----------------- | ---------------- |
| 1  | Home Wrecker                    | Massacro di famiglia                      | 18 giugno 2007    | 20 gennaio 2008  |
| 2  | Grave Doubts                    | Forti dubbi                               | 25 giugno 2007    | 20 gennaio 2008  |
| 3  | Saving Face                     | Salvare la faccia                         | 2 luglio 2007     | 26 gennaio 2008  |
| 4  | Ruby                            | Ruby                                      | 9 luglio 2007     | 26 gennaio 2008  |
| 5  | The Round File                  | L'archivio                                | 16 luglio 2007    | 2 febbraio 2008  |
| 6  | Dumb Luck                       | Fortuna cieca                             | 23 luglio 2007    | 2 febbraio 2008  |
| 7  | Four to Eight                   | Dalle quattro alle otto                   | 30 luglio 2007    | 9 febbraio 2008  |
| 8  | Manhunt                         | Caccia all'uomo                           | 6 agosto 2007     | 9 febbraio 2008  |
| 9  | Blindsided                      | Colti di sorpresa                         | 13 agosto 2007    | 16 febbraio 2008 |
| 10 | Culture Shock                   | Shock culturale                           | 20 agosto 2007    | 16 febbraio 2008 |
| 11 | Lover's Leap                    | La via degli amanti                       | 27 agosto 2007    | 23 febbraio 2008 |
| 12 | 'Til Death Do Us Part (Part I)  | Finché morte non ci separi, prima parte   | 3 settembre 2007  | 23 febbraio 2008 |
| 13 | 'Til Death Do Us Part (Part II) | Finché morte non ci separi, seconda parte | 10 settembre 2007 | 1º marzo 2008    |
| 14 | Next of Kin (Part I)            | Fratelli di sangue, prima parte           | 3 dicembre 2007   | 1º marzo 2008    |
| 15 | Next of Kin (Part II)           | Fratelli di sangue, seconda parte         | 3 dicembre 2007   | 8 marzo 2008     |